# مايك سيث
مايك سيث (بالإنجليزية: Mike Seth)‏ (20 سبتمبر 1987 ببيتسبرغ في الولايات المتحدة - ) هو لاعب كرة قدم أمريكي في مركز الهجوم. لعب مع نادي كولورادو سبرينغس وكولورادو رابيدز يو-23 ‏ وبيتسبورغ ريفرهوندز.

## وصلات خارجية
- مايك سيث على موقع قاعدة بيانات كرة القدم.إي يو (الإنجليزية)